# François-Henri Gossart
Pour les articles homonymes, voir Gossart.
François-Henri Gossart était un pharmacien, chimiste et industriel belge, né le 22 octobre 1769 à Mons et mort le 7 janvier 1846 à Mons.

## Biographie
D'une famille de la bourgeoisie montoise, qui s'adonne au négoce et à l'industrie (brasserie, meunerie), François-Henri Gossart est le fils de Henri-François-Joseph Gossart (-1801), connétable des apothicaires de Mons de 1775 à 1780. Il est lui-même admis dans le métier d'apothicaire et épouse Sophie-Joseph Devergnies, fille d'Antoine-Joseph Devergnies, connétable des apothicaires de Mons de 1781 à 1783. Il se remarie en 1823 avec Marie Thérèse Joseph Carlier, une veuve originaire de Soignies, avec pour témoin le pharmacien Paternostre, son beau-frère.
En 1798, conjointement avec son père, il intègre la Société libre de médecine, de chirurgie, de chimie et de pharmacie, plus ancienne société savante du Hainaut. Il devient membre du Conseil consultatif des arts, de commerce et d'agriculture du département de Jemmapes en 1804 et adjoint au jury de médecine.
Lorsque la région est touchée par le blocus continental, nécessitant une production locale de sucre, François Gossart développe dans son laboratoire de la moscouade et de la cassonade extraite de la betterave, qu'il présente à la Société d'agriculture et d'industrie du département en 1811. L'année suivante, avec les Delneufcour et Devergnies, ils fondent la première sucrerie de Mons afin de le produire industriellement.
Il devient membre du Conseil de régence de la ville de Mons en 1817, président de la Chambre de commerce et membre du conseil d'administration de l'Académie en 1820.
Correspondant avec Humphry Davy, Gossart publie une brochure, avec planches lithographiées, sur le grisou et les moyens de s'en préserver (1818). Il introduit par la même le procédé de la lithographie dans la région, qu'il perfectionne, avec le concours du jeune artiste Philibert Bron, puis d'Étienne Omer Wauquier, avec qui il réalise des essais de lithographie en couleur vers 1824.
Il est l'un des membres fondateurs de la Société d'horticulture de Mons.